# Orientogomphus armatus
Orientogomphus armatus är en trollsländeart som beskrevs av Chao och Xu 1987. Orientogomphus armatus ingår i släktet Orientogomphus och familjen flodtrollsländor. Inga underarter finns listade i Catalogue of Life.